# Зарічанська сільська рада (Надвірнянський район)
| Зарічанська сільська рада — колишній орган місцевого самоврядування у Надвірнянському районі Івано-Франківської області з адміністративним центром у с. Заріччя. 17 січня 1940 року село Заріччя над Прутом увійшло до новоствореного Делятинського району і утворена сільська рада. 13 листопада того ж року у зв'язку з ліквідацію Делятинського району Зарічанська над Прутом сільська рада приєднана до Яремчанського району. Водоймища на території, підпорядкованій даній раді: річка Прут. Сільській раді підпорядковані населені пункти: - с. Заріччя — населення 3 997 ос.; площа 28,112 км² |

## Склад ради
Рада складається з 24 депутатів та голови.

### Керівний склад ради
| ПІБ                        | Основні відомості                                                             | Дата обрання | Дата звільнення |
| -------------------------- | ----------------------------------------------------------------------------- | ------------ | --------------- |
| Микола Максимович Абрам'юк | Сільський голова, 1940 року народження, освіта середня загальна, безпартійний | 26.03.2006   | 31.10.2010      |
| Микола Максимович Абрам'юк | Сільський голова, 1940 року народження, освіта середня загальна, безпартійний | 31.10.2010   |                 |

Примітка: таблиця складена за даними джерела